# بيتر أوسوليفان
بيتر أوسوليفان (بالإنجليزية: Peter O'Sullivan)‏ (4 مارس 1951 في المملكة المتحدة - ) هو مدرب كرة قدم ولاعب كرة قدم بريطاني في مركز جناح ‏. شارك مع منتخب ويلز لكرة القدم. أما مع النوادي، فقد لعب مع برايتون أند هوف ألبيون وتشارلتون أثلتيك ومانشستر يونايتد ونادي ريدنغ ونادي فولهام ونادي كرولي تاون وماديستون يونايتد ‏ ونادي غوادالاخارا (نادي كرة قدم) ونادي ألدرشوت ونادي سيكو ‏.

## وصلات خارجية
- بيتر أوسوليفان على موقع الاتحاد الأوربي (الإنجليزية)
- بيتر أوسوليفان على موقع قاعدة بيانات كرة القدم.إي يو (الإنجليزية)
- بيتر أوسوليفان على موقع ناشيونال فوتبول تيمز (الإنجليزية)